# Element Capital Management
Element Capital Management — американский хедж-фонд, использующий глобальную макроэкономическую инвестиционную стратегию, основанный в 2005 году Джеффри Талпинсом.

## Обзор компании
Штаб-квартира Element Capital находится в Нью-Йорке. В 2015 году компания открыла офис в Мейфере, Лондон.
В апреле 2017 года Гарвардский университет стал клиентом Element Capital, что было ранним решением нового руководителя. Среди других инвесторов — Фонд Джона Д. и Кэтрин Т. Макартуров, Пенсионная система учителей Техаса и Постоянный фонд Аляски.
Фонд почти всегда закрыт для новых инвестиций, чтобы сохранить оптимальный размер. Последний раз фонд открывался для нового капитала в середине 2018 года. Всего за один месяц он привлек 3 миллиарда долларов, в основном от существующих клиентов.
В декабре 2018 года The Wall Street Journal сообщил, что фонд незаметно превратился в «тяжеловеса», управляющего более чем 50 миллиардами долларов.
В январе 2020 года, чтобы сохранить приоритет производительности над сбором активов, фонд проактивно сократил активы под управлением на 20 %.
В начале 2021 года Element Capital вернула своим клиентам около 2 миллиардов долларов из прибыли 2020 года, чтобы сохранить контроль над ростом фонда, сосредоточившись на результатах работы, а не на накоплении активов.
В 2024 году Element Capital вернула инвесторам более 6 миллиардов долларов, сократив свою базу активов и перейдя к управлению преимущественно внутренним капиталом. Этот шаг является частью стратегии Element по сокращению числа внешних инвесторов. Компания перешла к управлению меньшей базой активов с целью получения более высокой доходности после трех последовательных лет убытков, в результате которых фонд потерял около 20 % в период с 2021 по 2023 год. В 2024 году доходность фонда составила 22,5 %.